# Juan de Madrazo y Kuntz
Juan de Madrazo y Kuntz (Madrid, 1829-Madrid, 7 de marzo de 1880) fue un arquitecto español. Es conocido por ser su padre el retratista José Madrazo, y sus hermanos el famoso Federico de Madrazo y Luis de Madrazo. Es uno de los pocos arquitectos madrileños que sigue las tesis racionalistas del arquitecto francés Eugène Viollet-le-Duc, siendo miembro de la Real Academia de Bellas Artes de San Fernando. Se le encargó la restauración de numerosas edificaciones, siendo una de las más conocidas la decoración exterior de la iglesia de las Calatravas en la calle de Alcalá. Así como en la catedral de León lo que supone la culminación de la afirmación "neogótico-racionalista" por parte de este arquitecto. Tuvo una carrera relativamente corta como arquitecto, dejando no obstante ejemplos de su traza.

## Vida

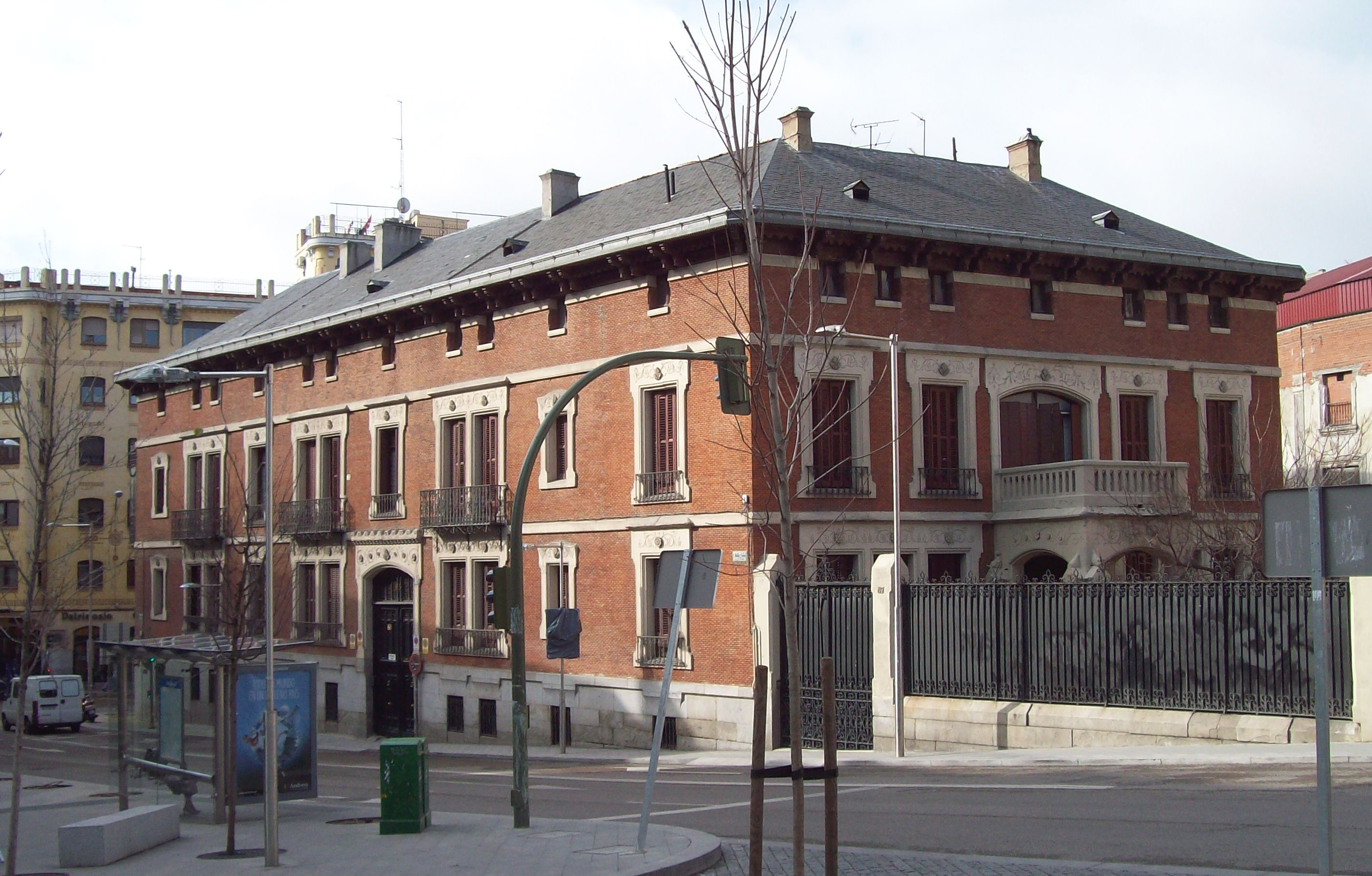
Palacio del Conde de Villagonzalo (Madrid), proyectado por Madrazo.

A pesar de nacer en el seno de una familia de pintores Juan se dedicó a la arquitectura. Trabajó como arquitecto aprendiz en el Palacio Real de Madrid, a las órdenes de Domingo de Lafuente, hasta que creada la Escuela de Arquitectura en 1846 comenzó sus estudios. Tras obtener el título en 1852 accedió a la Cátedra en la Escuela de Maestros de Obras de Valencia, donde impartió clases de «Composición y Parte Legal», hasta que en 1854 se trasladó a la de Madrid. Compuso un libro sobre Agrimensura legal e inició otro sobre Arquitectura popular. En 1855 intervino en uno de los proyectos más ambiciosos que se hicieron para la reforma de la Puerta del Sol de Madrid, aunque finalmente no se ejecutó. El jurado de la Exposición Nacional de Bellas Artes de 1881, concedió la Medalla de Honor a Juan de Madrazo por el proyecto de restauración de la catedral de León. 